# Fred Luter
Fred J. Luter Jr. est un pasteur chrétien baptiste américain né en 1956. Il est le pasteur principal de l’Église baptiste de l'avenue Franklin, basée à La Nouvelle-Orléans. Il est président de la Southern Baptist Convention de 2012 à 2014.

## Biographie
Il est né le 11 novembre 1956 à La Nouvelle-Orléans, États-Unis . Après avoir survécu à un accident de moto en 1977, il devient chrétien évangélique et commence à prêcher dans les rues. 

### Ministère
En 1986, il devient pasteur principal de l’Église baptiste de l'avenue Franklin, basée à La Nouvelle-Orléans, une église de 65 membres. En 2012, il est élu président de la Southern Baptist Convention jusqu’en 2014. Son église compte à cette époque 5 000 membres.

## Vie privée
Il épouse Elizabeth W. Luter en 1980. Ils ont 2 enfants.

## Récompenses
En 2012, il reçoit un doctorat honorifique en théologie du Criswell College et de l'Oklahoma Baptist University pour son engagement à l'excellence et son souci des autres,.